# Rimvydas Vaštakas
Rimvydas Vaštakas (* 15. März 1960 in Raseiniai) ist ein litauischer Manager sowie ehemaliger Politiker und Vizeminister.

## Leben
Nach dem Abitur im Jahr 1978 an der 10. Mittelschule Klaipėda absolvierte Vaštakas 1983 das Studium an der Fakultät für Mechanik-Technologie der Vilniaus inžinerinis statybos institutas. Von 1983 bis 1987 lehrte er am Politechnikum Klaipėda, von 2000 bis 2003 war er Mitglied des Seimas. Von 2003 bis 2007 war er Direktor von „Klaipėdos Smeltė“, von 2009 bis 2012 stellvertretender Verkehrsminister Litauens. Seit September ist er Generaldirektor des litauischen Konzerns Achemos grupė.
Von 1990 bis 1995 war er Mitglied im Stadtrat Klaipėdas.
Er ist Präsident von Lietuvos logistikos asociacija, Ratsmitglied von Klaipėdos pramonininkų asociacija und Klaipėdos jūrų uosto plėtojimo taryba.